# Cuceglio
Cuceglio és un comune (municipi) de la ciutat metropolitana de Torí, a la regió italiana del Piemont, situat a uns 35 quilòmetres al nord-est de Torí. A 1 de gener de 2019 la seva població era de 989 habitants.
Cuceglio limita amb els següents municipis: Scarmagno, Agliè, Vialfrè, Mercenasco, San Giorgio Canavese i Montalenghe.